# Groupe E du Championnat d'Europe de basket-ball 2013
Les rencontres du Groupe E du Championnat d'Europe de basket-ball 2013 se déroulent entre le 11 et le 15 septembre 2013, à l'Arena Stožice de Ljubljana, en Slovénie.
Le groupe est composé des trois premières équipes du groupe A (France, Ukraine et Belgique) et du groupe B (Serbie, Lettonie et Lituanie) du premier tour. Les quatre premières équipes du classement sont qualifiées pour les quarts de finale et affrontent les équipes du groupe F, les deux dernières sont éliminées.

## Format de la compétition
Chaque équipe marque deux points en cas de victoire, un point en cas de défaite et de défaite par défaut (si l'équipe est réduite à moins de deux joueurs sur le terrain) et zéro point en cas de forfait (impossibilité pour une équipe d'aligner cinq joueurs au départ du match).
Pour départager les équipes à la fin des matchs de poules en cas d'égalité de points, les critères de la FIBA sont appliqués (dans l'ordre) :
1. résultat des matchs particuliers entre les équipes concernées ;
2. différence entre points marqués et encaissés entre les équipes concernées ;
3. différence entre points marqués et encaissés de tous les matchs joués ;
4. plus grand nombre de points marqués.

Les équipes terminant aux quatre premières places sont qualifiées pour le tableau final à élimination directe.
| Légende                                 |
| --------------------------------------- |
| Qualification pour les quarts de finale |
| Élimination du championnat              |

## Classement
Les résultats entre équipes issues du premier tour restent acquis.
| Groupe E (Ljubljana - Stozice Arena) |          |     |   |   |     |     |      |     |  |
|                                      | Équipe   | Pts | G | P | PP  | PC  | Diff | Dép |  |
| 1                                    | Serbie   | 9   | 4 | 1 | 371 | 343 | +28  | +7  |  |
| 2                                    | Lituanie | 9   | 4 | 1 | 355 | 314 | +41  | -7  |  |
| 3                                    | France   | 8   | 3 | 2 | 388 | 380 | +8   |     |  |
| 4                                    | Ukraine  | 7   | 2 | 3 | 325 | 364 | -39  |     |  |
| 5                                    | Belgique | 6   | 1 | 4 | 318 | 358 | -40  | +4  |  |
| 6                                    | Lettonie | 6   | 1 | 4 | 362 | 360 | +2   | -4  |  |

## Détails des matchs

### 11 septembre
| 11 septembre 2013 14 h 30 CEST | (en) Boxscore | Lettonie                                                  | 85–51                    | Ukraine                                                     |  | Arena Stožice, Ljubljana Affluence : 2 140 Arbitres : Juan Arteaga Srđan Dozai Elias Koromilas | Sport+ |
| 11 septembre 2013 14 h 30 CEST | (en) Boxscore | Score par quart-temps : 24-11, 18-11, 23-10, 20-19        |                          |                                                             |  | Arena Stožice, Ljubljana Affluence : 2 140 Arbitres : Juan Arteaga Srđan Dozai Elias Koromilas | Sport+ |
| 11 septembre 2013 14 h 30 CEST | (en) Boxscore | Kristaps Janičenoks 14 Mārtiņš Meiers 10 Dairis Bertāns 7 | Points Rebonds Passes d. | Sergiy Gladyr 12 Vyacheslav Kravtsov 6 Oleksandr Michoula 4 |  | Arena Stožice, Ljubljana Affluence : 2 140 Arbitres : Juan Arteaga Srđan Dozai Elias Koromilas | Sport+ |

| 11 septembre 2013 17 h 45 CEST | (en) Boxscore | Belgique                                           | 69–76                    | Serbie                                           |  | Arena Stožice, Ljubljana Affluence : 2 650 Arbitres : Luigi Lamonica Christos Christodoulou Vicente Bulto | Sport+ |
| 11 septembre 2013 17 h 45 CEST | (en) Boxscore | Score par quart-temps : 18-19, 18-21, 15-14, 18-22 |                          |                                                  |  | Arena Stožice, Ljubljana Affluence : 2 650 Arbitres : Luigi Lamonica Christos Christodoulou Vicente Bulto | Sport+ |
| 11 septembre 2013 17 h 45 CEST | (en) Boxscore | Wen Mukubu 16 Axel Hervelle 9 Tabu, Mukubu 3       | Points Rebonds Passes d. | Nenad Krstić 17 Nemanja Bjelica 8 Nenad Krstić 5 |  | Arena Stožice, Ljubljana Affluence : 2 650 Arbitres : Luigi Lamonica Christos Christodoulou Vicente Bulto | Sport+ |

| 11 septembre 2013 21 h 00 CEST | (en) Boxscore (fr) Rapport | Lituanie                                               | 76–62                    | France                                        |  | Arena Stožice, Ljubljana Affluence : 2 640 Arbitres : Sreten Radović Guerrino Cerebuch Damir Javor | Canal+Sport Sport+ |
| 11 septembre 2013 21 h 00 CEST | (en) Boxscore (fr) Rapport | Score par quart-temps : 16-10, 16-17, 19-15, 25-20     |                          |                                               |  | Arena Stožice, Ljubljana Affluence : 2 640 Arbitres : Sreten Radović Guerrino Cerebuch Damir Javor | Canal+Sport Sport+ |
| 11 septembre 2013 21 h 00 CEST | (en) Boxscore (fr) Rapport | Renaldas Seibutis 15 Linas Kleiza 7 Mantas Kalnietis 7 | Points Rebonds Passes d. | Nando de Colo 12 Batum, Ajinça 6 Boris Diaw 6 |  | Arena Stožice, Ljubljana Affluence : 2 640 Arbitres : Sreten Radović Guerrino Cerebuch Damir Javor | Canal+Sport Sport+ |

### 13 septembre
| 13 septembre 2013 14 h 30 CEST | (en) Boxscore | Lituanie                                                      | 86–67                    | Belgique                                      |  | Arena Stožice, Ljubljana Affluence : 2 480 Arbitres : Luigi Lamonica Srdan Dozai Aleksandar Milojevic | Sport+ |
| 13 septembre 2013 14 h 30 CEST | (en) Boxscore | Score par quart-temps : 18–12, 26–9, 25–14, 17–32             |                          |                                               |  | Arena Stožice, Ljubljana Affluence : 2 480 Arbitres : Luigi Lamonica Srdan Dozai Aleksandar Milojevic | Sport+ |
| 13 septembre 2013 14 h 30 CEST | (en) Boxscore | Donatas Motiejūnas 13 Jonas Valančiūnas 10 Mantas Kalnietis 6 | Points Rebonds Passes d. | Jonathan Tabu 15 Axel Hervelle 8 Roel Moors 5 |  | Arena Stožice, Ljubljana Affluence : 2 480 Arbitres : Luigi Lamonica Srdan Dozai Aleksandar Milojevic | Sport+ |

| 13 septembre 2013 17 h 45 CEST | (en) Boxscore | Ukraine                                               | 82–65                    | Serbie                                                  |  | Arena Stožice, Ljubljana Affluence : 4 230 Arbitres : Christos Christodoulou Sreten Radovic Chris Dodds | Sport+ |
| 13 septembre 2013 17 h 45 CEST | (en) Boxscore | Score par quart-temps : 18-21, 23-19, 22-14, 19-21    |                          |                                                         |  | Arena Stožice, Ljubljana Affluence : 4 230 Arbitres : Christos Christodoulou Sreten Radovic Chris Dodds | Sport+ |
| 13 septembre 2013 17 h 45 CEST | (en) Boxscore | Maxym Korniyenko 21 Maxym Korniyenko 8 Eugene Jeter 4 | Points Rebonds Passes d. | Nemanja Bjelica 22 Nemanja Bjelica 10 Stefan Marković 6 |  | Arena Stožice, Ljubljana Affluence : 4 230 Arbitres : Christos Christodoulou Sreten Radovic Chris Dodds | Sport+ |

| 13 septembre 2013 21 h 00 CEST | (en) Boxscore (fr) Rapport | France                                             | 102–91                   | Lettonie                                                                  |  | Arena Stožice, Ljubljana Affluence : 4 320 Arbitres : Juan Arteaga Guerrino Cerebuch Rüstü Nuran | Canal+Sport Sport+ |
| 13 septembre 2013 21 h 00 CEST | (en) Boxscore (fr) Rapport | Score par quart-temps : 31-15, 21-20, 24-30, 26-26 |                          |                                                                           |  | Arena Stožice, Ljubljana Affluence : 4 320 Arbitres : Juan Arteaga Guerrino Cerebuch Rüstü Nuran | Canal+Sport Sport+ |
| 13 septembre 2013 21 h 00 CEST | (en) Boxscore (fr) Rapport | Alexis Ajinca 25 Nicolas Batum 10 Nicolas Batum 6  | Points Rebonds Passes d. | Dairis Bertāns 28 Andrejs Šeļakovs 4 Kristaps Janičenoks, Armands Šķēle 4 |  | Arena Stožice, Ljubljana Affluence : 4 320 Arbitres : Juan Arteaga Guerrino Cerebuch Rüstü Nuran | Canal+Sport Sport+ |

### 15 septembre
| 15 septembre 2013 14 h 00 CEST | (en) Boxscore | Lettonie                                                     | 56–60                    | Belgique                                                 |  | Arena Stožice, Ljubljana Affluence : 3 270 Arbitres : Christos Christodoulou Damir Javor Apostolos Kalpakas |
| 15 septembre 2013 14 h 00 CEST | (en) Boxscore | Score par quart-temps : 15-14, 17-18, 10-14, 14-14           |                          |                                                          |  | Arena Stožice, Ljubljana Affluence : 3 270 Arbitres : Christos Christodoulou Damir Javor Apostolos Kalpakas |
| 15 septembre 2013 14 h 00 CEST | (en) Boxscore | Rolands Freimanis 10 Rolands Freimanis 11 Jānis Strēlnieks 4 | Points Rebonds Passes d. | Sacha Massot 14 Jonathan Tabu 8 J. Tabu, S. van Rossom 4 |  | Arena Stožice, Ljubljana Affluence : 3 270 Arbitres : Christos Christodoulou Damir Javor Apostolos Kalpakas |

| 15 septembre 2013 17 h 45 CEST | (en) Boxsore | Ukraine                                               | 63–70                    | Lituanie                                                                 |  | Arena Stožice, Ljubljana Affluence : 4 400 Arbitres : Juan Arteaga Srdan Dozai Elias Koromilas | Sport+ |
| 15 septembre 2013 17 h 45 CEST | (en) Boxsore | Score par quart-temps : 13-18, 17-14, 16-16, 17-22    |                          |                                                                          |  | Arena Stožice, Ljubljana Affluence : 4 400 Arbitres : Juan Arteaga Srdan Dozai Elias Koromilas | Sport+ |
| 15 septembre 2013 17 h 45 CEST | (en) Boxsore | Sergii Gladyr 18 Vyacheslav Kravtsov 9 Eugene Jeter 8 | Points Rebonds Passes d. | Linas Kleiza 15 J. Mačiulis, M. Kuzminskas 6 M. Kalnietis, R. Seibutis 4 |  | Arena Stožice, Ljubljana Affluence : 4 400 Arbitres : Juan Arteaga Srdan Dozai Elias Koromilas | Sport+ |

| 15 septembre 2013 21 h 00 CEST | (en) Boxscore | Serbie                                             | 77–65                    | France                                          |  | Arena Stožice, Ljubljana Affluence : 4 380 Arbitres : Luigi Lamonica Vicente Bulto Rüstü Nuran | Canal+Sport Sport+ |
| 15 septembre 2013 21 h 00 CEST | (en) Boxscore | Score par quart-temps : 19-17, 19-14, 22-20, 17-14 |                          |                                                 |  | Arena Stožice, Ljubljana Affluence : 4 380 Arbitres : Luigi Lamonica Vicente Bulto Rüstü Nuran | Canal+Sport Sport+ |
| 15 septembre 2013 21 h 00 CEST | (en) Boxscore | Nenad Krstić 19 Nikola Kalinić 8 Nenad Krstic 4    | Points Rebonds Passes d. | Quatre joueurs 12 Nicolas Batum 7 Tony Parker 5 |  | Arena Stožice, Ljubljana Affluence : 4 380 Arbitres : Luigi Lamonica Vicente Bulto Rüstü Nuran | Canal+Sport Sport+ |

## Article lié
1. Groupe F du Championnat d'Europe de basket-ball 2013